# Draft NBA 1982
Il Draft NBA 1982 si è svolto il 28 giugno 1982 al Madison Square Garden di New York. Questo draft è ricordato per avere introdotto nella NBA giocatori di grande talento come James Worthy e Dominique Wilkins.

## Giocatori scelti al 1º giro
|  | = All-Star     |
|  | = Hall of Fame |

| Scelta | Giocatore              | Nazionalità | Squadra NBA                                     | Scuola/ex squadra |
| ------ | ---------------------- | ----------- | ----------------------------------------------- | ----------------- |
| 1      | James Worthy (SF)      | Stati Uniti | Los Angeles Lakers (da Cleveland)               | North Carolina    |
| 2      | Terry Cummings (SF)    | Stati Uniti | San Diego Clippers                              | DePaul            |
| 3      | Dominique Wilkins (SF) | Stati Uniti | Atlanta Hawks                                   | Georgia           |
| 4      | Bill Garnett (SF)      | Stati Uniti | Dallas Mavericks                                | Wyoming           |
| 5      | LaSalle Thompson (C)   | Stati Uniti | Kansas City Kings                               | Texas             |
| 6      | Trent Tucker (SG)      | Stati Uniti | New York Knicks                                 | Minnesota         |
| 7      | Quintin Dailey (SG)    | Stati Uniti | Chicago Bulls                                   | San Francisco     |
| 8      | Clark Kellogg (PF)     | Stati Uniti | Indiana Pacers                                  | Ohio State        |
| 9      | Cliff Levingston (PF)  | Stati Uniti | Detroit Pistons                                 | Wichita State     |
| 10     | Keith Edmonson (SG)    | Stati Uniti | Atlanta Hawks                                   | Purdue            |
| 11     | Fat Lever              | Stati Uniti | Portland Trail Blazers                          | Arizona State     |
| 12     | John Bagley (PG)       | Stati Uniti | Cleveland Cavaliers (da Washington via Detroit) | Boston College    |
| 13     | Sleepy Floyd (SG)      | Stati Uniti | New Jersey Nets                                 | Georgetown        |
| 14     | Lester Conner (PG)     | Stati Uniti | Golden State Warriors                           | Oregon State      |
| 15     | David Thirdkill (SF)   | Stati Uniti | Phoenix Suns (da Denver)                        | Bradley           |
| 16     | Terry Teagle (SG)      | Stati Uniti | Houston Rockets                                 | Baylor            |
| 17     | Brook Steppe (SG)      | Stati Uniti | Kansas City Kings (da Phoenix via New Jersey)   | Georgia Tech      |
| 18     | Ricky Pierce (SG)      | Stati Uniti | Detroit Pistons (da San Antonio via Portland)   | Rice              |
| 19     | Rob Williams (PG)      | Stati Uniti | Denver Nuggets (da Seattle)                     | Houston           |
| 20     | Paul Pressey (SF)      | Stati Uniti | Milwaukee Bucks                                 | Tulsa             |
| 21     | Eddie Phillips (SF)    | Stati Uniti | New Jersey Nets (da Los Angeles)                | Alabama           |
| 22     | Mark McNamara (C)      | Stati Uniti | Philadelphia 76ers                              | California        |
| 23     | Darren Tillis (C)      | Stati Uniti | Boston Celtics                                  | Cleveland State   |

## Giocatori scelti al 2º giro
| Scelta | Giocatore        | Nazionalità | Squadra NBA            | Scuola/ex squadra      |
| ------ | ---------------- | ----------- | ---------------------- | ---------------------- |
| 24     | Oliver Robinson  | Stati Uniti | San Antonio Spurs      | UAB                    |
| 25     | Bryan Warrick    | Stati Uniti | Washington Bullets     | St. Joseph's           |
| 26     | Ricky Frazier    | Stati Uniti | Chicago Bulls          | Boston College         |
| 27     | Fred Roberts     | Stati Uniti | Milwaukee Bucks        | Brigham Young          |
| 28     | Dave Magley      | Stati Uniti | Cleveland Cavaliers    | Kansas                 |
| 29     | Scott Hastings   | Stati Uniti | New York Knicks        | Arkansas               |
| 30     | Wallace Bryant   | Stati Uniti | Chicago Bulls          | San Francisco          |
| 31     | Rod Higgins      | Stati Uniti | Chicago Bulls          | Fresno State           |
| 32     | Richard Anderson | Stati Uniti | San Diego Clippers     | UC Santa Barbara       |
| 33     | Linton Townes    | Stati Uniti | Portland Trail Blazers | James Madison          |
| 34     | Vince Taylor     | Stati Uniti | New York Knicks        | Duke                   |
| 35     | Derek Smith      | Stati Uniti | Golden State Warriors  | Louisville             |
| 36     | J.J. Anderson    | Stati Uniti | Philadelphia 76ers     | Bradley                |
| 37     | Audie Norris     | Stati Uniti | Portland Trail Blazers | Jackson State          |
| 38     | Wayne Sappleton  | Giamaica    | Golden State Warriors  | Loyola (IL)            |
| 39     | Kevin Magee      | Stati Uniti | Phoenix Suns           | UC Irvine              |
| 40     | Guy Morgan       | Stati Uniti | Indiana Pacers         | Wake Forest            |
| 41     | Dwight Anderson  | Stati Uniti | Washington Bullets     | Southern California    |
| 42     | Jeff Taylor      | Stati Uniti | Houston Rockets        | Texas Tech             |
| 43     | Jose Slaughter   | Stati Uniti | Indiana Pacers         | Portland               |
| 44     | Mike Gibson      | Stati Uniti | Washington Bullets     | South Carolina Upstate |
| 45     | Russ Schoene     | Stati Uniti | Philadelphia 76ers     | UTC                    |
| 46     | Tony Guy         | Stati Uniti | Boston Celtics         | Kansas                 |

## Giocatori scelti al 3º giro
| Scelta | Giocatore       | Nazionalità | Squadra NBA            | Scuola/ex squadra    |
| ------ | --------------- | ----------- | ---------------------- | -------------------- |
| 47     | Michael Wilson  | Stati Uniti | Cleveland Cavaliers    | Marquette            |
| 48     | Craig Hodges    | Stati Uniti | San Diego Clippers     | Long Beach State     |
| 49     | Steve Trumbo    | Stati Uniti | Utah Jazz              | Brigham Young        |
| 50     | Corny Thompson  | Stati Uniti | Dallas Mavericks       | Connecticut          |
| 51     | Jim Johnstone   | Stati Uniti | Kansas City Kings      | Wake Forest          |
| 52     | Dan Caldwell    | Stati Uniti | New York Knicks        | Washington           |
| 53     | Tyrone Adams    | Stati Uniti | Chicago Bulls          | Kansas State         |
| 54     | Hutch Jones     | Stati Uniti | Los Angeles Lakers     | Vanderbilt           |
| 55     | Jerry Eaves     | Stati Uniti | Utah Jazz              | Louisville           |
| 56     | Joe Kopicki     | Stati Uniti | Atlanta Hawks          | Detroit Mercy        |
| 57     | Craig Tucker    | Stati Uniti | New York Knicks        | Illinois             |
| 58     | Mike Largey     | Stati Uniti | Washington Bullets     | Upsala               |
| 59     | Jimmy Black     | Stati Uniti | New Jersey Nets        | North Carolina       |
| 60     | Chris Engler    | Stati Uniti | Golden State Warriors  | Wyoming              |
| 61     | Charles Pittman | Stati Uniti | Phoenix Suns           | Maryland             |
| 62     | Roylin Bond     | Stati Uniti | Denver Nuggets         | Pepperdine           |
| 63     | Chuck Nevitt    | Stati Uniti | Houston Rockets        | North Carolina State |
| 64     | Willie Redden   | Stati Uniti | San Antonio Spurs      | South Florida        |
| 65     | John Greig      | Stati Uniti | Seattle SuperSonics    | Oregon               |
| 66     | Phillip Lockett | Stati Uniti | Portland Trail Blazers | Alabama              |
| 67     | Mike Hackett    | Stati Uniti | Los Angeles Lakers     | Jacksonville         |
| 68     | Dale Solomon    | Stati Uniti | Philadelphia 76ers     | Virginia Tech        |
| 69     | Perry Moss      | Stati Uniti | Boston Celtics         | Northeastern         |

## Giocatori scelti nei giri successivi con presenze nella NBA
| Scelta | Giocatore       | Nazionalità | Squadra NBA        | Scuola/ex squadra |
| ------ | --------------- | ----------- | ------------------ | ----------------- |
| 72     | Mark Eaton      | Stati Uniti | Utah Jazz          | UCLA              |
| 74     | Mike Sanders    | Stati Uniti | Kansas City Kings  | UCLA              |
| 76     | Chuck Aleksinas | Stati Uniti | Chicago Bulls      | Connecticut       |
| 78     | Walker Russell  | Stati Uniti | Detroit Pistons    | Western Michigan  |
| 82     | Tony Brown      | Stati Uniti | New Jersey Nets    | Arkansas          |
| 86     | Rory White      | Stati Uniti | Phoenix Suns       | South Alabama     |
| 138    | John Schweitz   | Stati Uniti | Boston Celtics     | Richmond          |
| 140    | Eddie Hughes    | Stati Uniti | San Diego Clippers | Colorado State    |
| 166    | Ed Nealy        | Stati Uniti | Kansas City Kings  | Kansas State      |
| 221    | Dale Wilkinson  | Stati Uniti | Phoenix Suns       | Idaho State       |